# Reviano
Reviano è una frazione del comune di Isera in Provincia di Trento.

## Geografia fisica

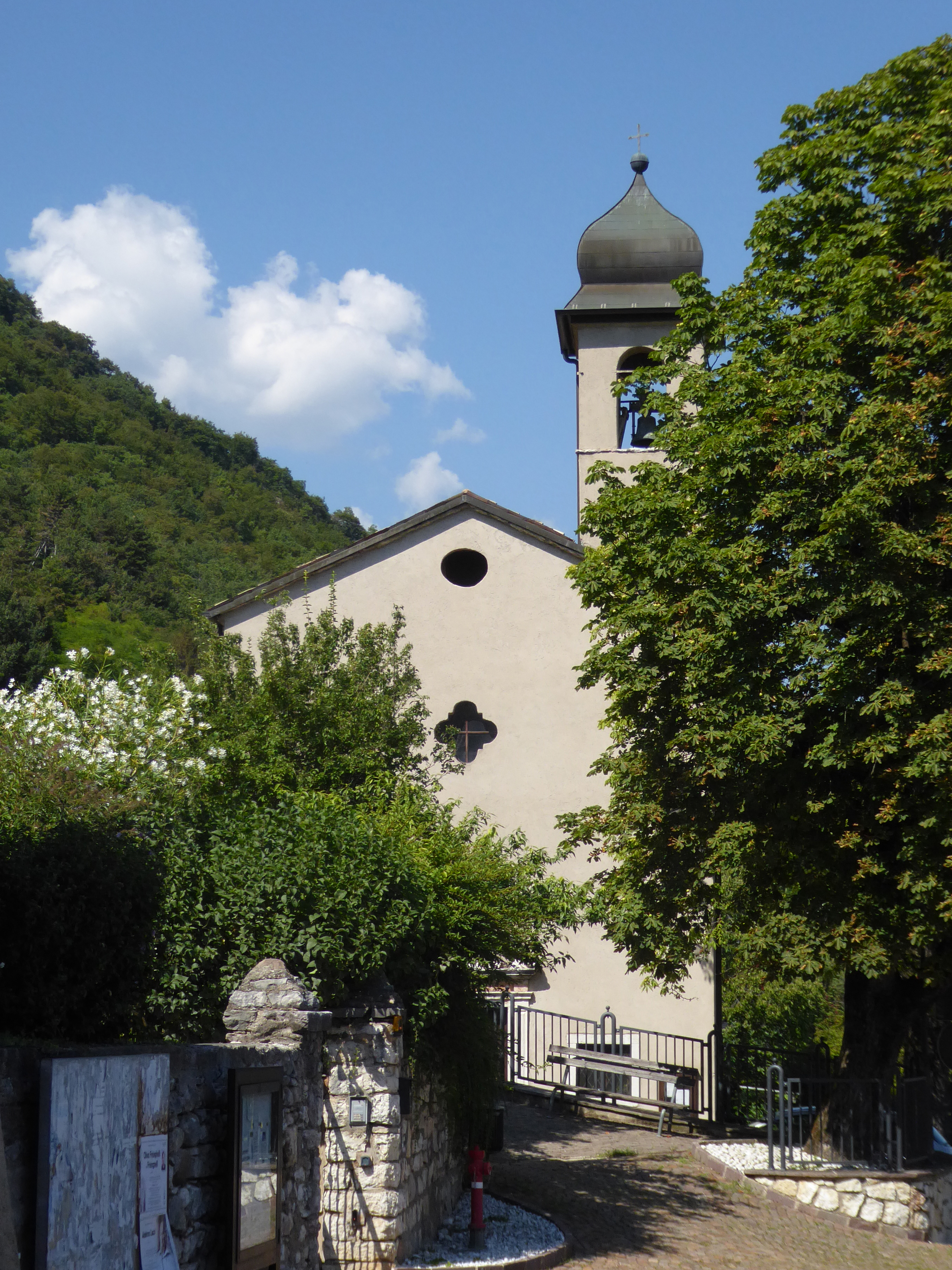
La chiesa di Sant'Anna

Reviano, fino al 1928 comune autonomo con il nome di Reviano Folas insieme a Folas, è un paese composto da un gruppo di vecchie case su di un ripiano morenico tra i vigneti; è la più piccola frazione di Isera: misura infatti solo 31 ettari.

## Storia
Nel maggio del 1915 la popolazione fu fatta evacuare, assieme a quella degli altri villaggi della costa del monte, trattandosi della cosiddetta "zona nera" cioè di quei luoghi che si trovavano nei pressi della linea del fuoco.

## Monumenti e luoghi d'interesse
- Chiesa di Sant'Anna, presso la fontana di pietra con lavatoio, fu riedificata nel 1726-1735 e restaurata nel 1912. Sono patrimonio della chiesa: due altari lignei barocchi e un ex voto, raffigurante una carrozza in procinto di uscire di strada. Lo scultore Antonio Spagnolli (1849-1932) era originario di Reviano; eseguì statue per le chiese di San Rocco di Rovereto, delle Grazie di Arco, di Serravalle, Folaso, Volano, Calliano e Madrano.